# Stoa (arhitectură)
Stoa (plural: stoas, stoai sau stoae), este un termen care definește, în arhitectura Greacă antică, un portic sau un culoar acoperit (hipostil), adeseori pentru folos public. Cele timpurii aveau și la intrare coloane, de obicei dorice, creând astfel o atmosferă sigură și protectivă. 

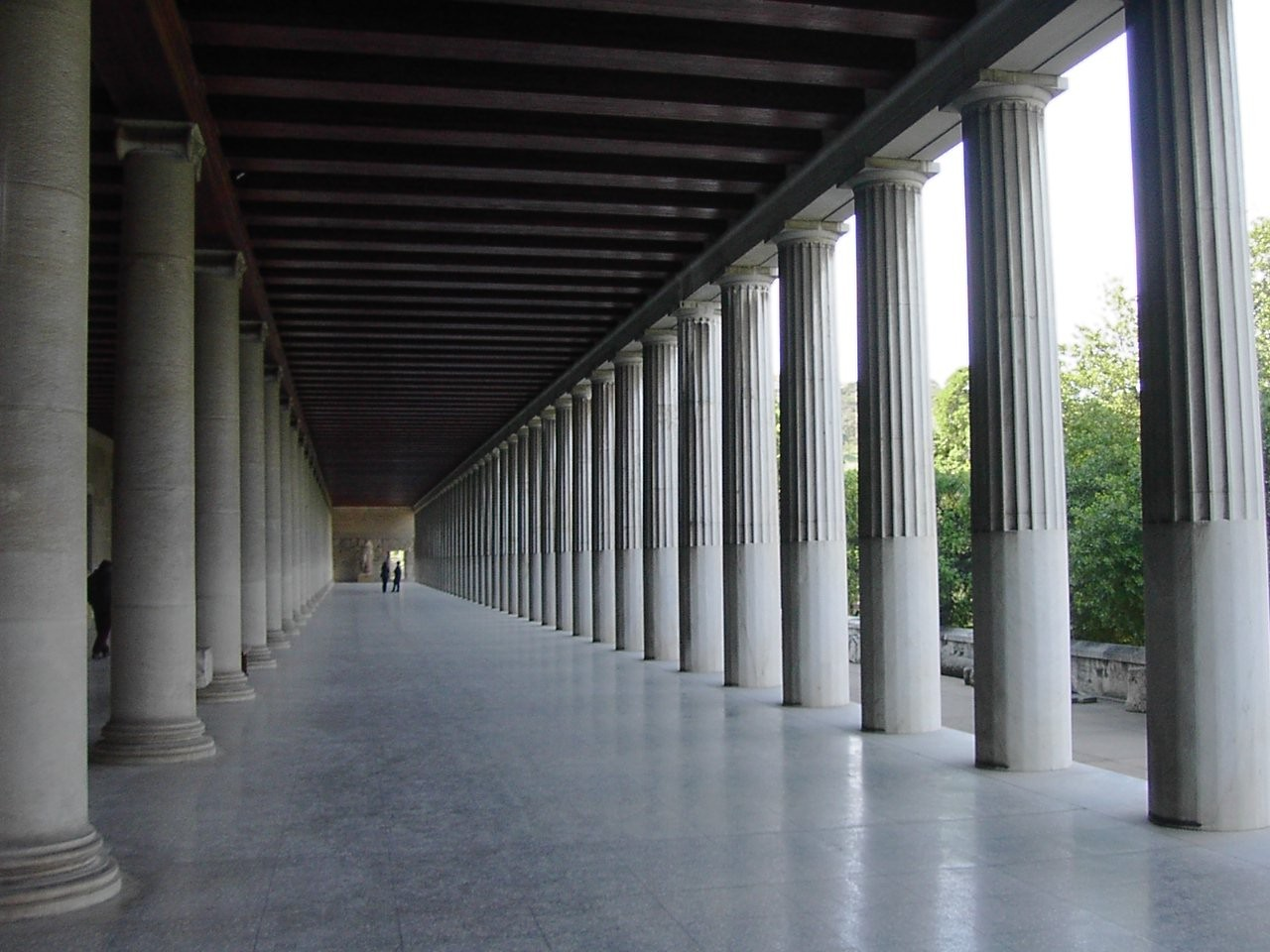
Stoa lui Attalos, Atena

Exemplele mai târzii au fost construite cu două utilități, uneori colonadele interioare despărțeau spațiul în magazine sau diferite oficii, coloanele urmând de această dată arhitectura ionică. Aceste clădiri erau deschise publicului, negustorii își vindeau bunurile sau artiștii își arătau operele. Aceste stoa de obicei înconjurau zona bazarelor, a magazinelor, marilor orașe.
Numele școlii filosofice a stoicismului fondată în Atena de Zenon din Citium (Kition) în jurul anului 300 a.Chr., în perioada elenistică, derivă din „stoa”.